# بينفينيو باسالا مازانا
بينفينيو باسالا مازانا (بالألمانية: Bienvenue Basala-Mazana)‏ (2 يناير 1992 ببون في ألمانيا - ) هو لاعب كرة قدم ألماني في مركز الدفاع. شارك مع منتخب ألمانيا تحت 16 سنة لكرة القدم ومنتخب ألمانيا تحت 17 سنة لكرة القدم ومنتخب ألمانيا لكرة القدم تحت 18 سنة ومنتخب ألمانيا تحت 19 سنة لكرة القدم ومنتخب ألمانيا تحت 20 سنة لكرة القدم. أما مع النوادي، فقد لعب مع نادي كولن ونادي كولن 2 ‏ ونادي رييد.

## وصلات خارجية
- بينفينيو باسالا مازانا على موقع قاعدة بيانات كرة القدم.إي يو (الإنجليزية)
- بينفينيو باسالا مازانا على موقع Soccerway.com (الإنجليزية)
- بينفينيو باسالا مازانا على موقع عالم كرة القدم.نت (الإنجليزية)